# 鎌倉市消防本部
鎌倉市消防本部（かまくらししょうぼうほんぶ）は、神奈川県鎌倉市の消防部局（消防本部）。管轄区域は鎌倉市全域。

## 概要
- 消防本部：鎌倉市大船3-5-10
- 管内面積：39.53km2
- 職員定数：242人
- 消防署2カ所、出張所6カ所
- 主力機械（2019年4月1日現在[1]）
  - 普通消防ポンプ自動車：9[2]
  - 水槽付消防ポンプ自動車：1
  - はしご付消防自動車：1
  - 屈折はしご付消防自動車 : 1
  - 化学消防自動車：1
  - 救急自動車：10[2]
  - 指揮車：2
  - 救助工作車：2[3]
  - 小型動力ポンプ：2
  - 広報車：3
  - 資機材搬送車：2
  - 起震車：1
  - 水上オートバイ:1

## 沿革
出典:
- 1948年3月7日:神奈川県から鎌倉市に移管されて鎌倉市消防本部が発足。発足時は消防署1、出張所1の体制。
- 1948年4月20日:長谷出張所開設。
- 1950年5月3日:大船消防署新設、腰越出張所が分署に昇格。
- 1953年8月1日:鎌倉消防署に救急車が配備され救急業務が開始される。
- 1954年12月1日:深沢分遣所新設。
- 1963年6月1日:深沢分遣所が出張所に昇格。
- 1967年6月10日:鎌倉消防署に特別救助隊が発足。
- 1973年4月11日:玉縄出張所新設。
- 1978年5月1日:浄明寺出張所新設。
- 1982年3月23日:大船消防署に特別救助隊発足、深沢出張所が分署に昇格。
- 1982年12月5日:台分遣所新設。
- 1989年5月31日:台分遣所が出張所に昇格。
- 1993年4月1日:機構改革に伴い『分署』呼称を廃止。
- 1994年4月1日:救急救命士の運用を開始。
- 2005年4月21日:PA連携運用を開始。
- 2007年4月1日:今泉出張所新設。
- 2011年4月17日:七里ガ浜出張所新設。これに伴い8月に長谷出張所が閉庁。
- 2015年3月31日:台出張所閉庁。
- 2018年12月1日:偵察用無人航空機の運用を開始。

## 組織
- 本部－消防総務課、警防課、予防課、指令課、警防救急課
- 消防署－警備第一課、警備第二課

## 消防署
| 消防署     | 住所           | 出張所                                                                           |
| ---------- | -------------- | -------------------------------------------------------------------------------- |
| 鎌倉消防署 | 由比ガ浜4-1-10 | 腰越：腰越4-9-12 深沢：手広1-16-12 浄明寺：浄明寺6-2-7 七里ガ浜：七里ガ浜東1-2-5 |
| 大船消防署 | 大船3-5-10     | 玉縄：玉縄2-5-2 今泉：今泉2-4-25                                                 |